# La Porte de l'Enfer
Pour les articles homonymes, voir La Porte de l'enfer (homonymie).
La Porte de l'Enfer est une sculpture monumentale (6,35 × 4 m) du sculpteur français Auguste Rodin, qui constitua tout au long de sa vie son plus important travail et d'où furent extraites pendant plus de 30 ans ses plus fameuses sculptures individuelles dont le célèbre Penseur.

## Historiquede l'œuvre
En 1879, le secrétaire d'État aux Beaux-Arts Edmond Turquet passa commande à Auguste Rodin pour la porte d'entrée du musée des arts décoratifs qui devait ouvrir en 1882 à l'emplacement du palais d'Orsay, siège du Conseil d'État et de la Cour des comptes, incendié en 1871 au cours de la Commune. Rodin commença donc la Porte de l'Enfer, réponse à la Porte du Paradis de Lorenzo Ghiberti au baptistère Saint-Jean de Florence, illustrant des scènes de la Divine Comédie de Dante (Ugolin et ses enfants, Paolo et Francesca). Le plâtre est conservé au musée d'Orsay, qui fut finalement créé là où elle aurait dû s'élever.
Mais le projet de musée prit du retard et fut abandonné en 1889, privant Rodin du financement pour faire fondre un bronze et lui laissant le temps de continuer à y travailler. Lors de l'exposition universelle de 1900, Rodin expose une nouvelle version en plâtre de la Porte de l'Enfer, dépouillée de la plupart de ses éléments figuratifs, dans un pavillon place de l'Alma, remontée ensuite au musée Rodin de Meudon. Rodin forme alors un projet selon lequel la Porte de l'enfer aurait été la porte de la Tour du travail, qui ne sera jamais réalisée
Les épreuves en bronze ont été fondues après la mort de l'artiste, survenue en 1917. Une de ces versions figure au musée Rodin à Paris, d'autres au Kunsthaus de Zurich, au Rodin Museum de Philadelphie, à l'université Stanford en Californie, au musée national de l'Art occidental de Tokyo, au musée Soumaya de Mexico et à la galerie Rodin de Séoul.
En 1957-1958, le photographe Carol-Marc Lavrillier photographie pendant un an, juché sur des échafaudages, La Porte de l'enfer dans les moindres détails, en s'attachant à comprendre l'œuvre et le désir de l'artiste. Ces photographies, qui sont conservées dans les collections du musée national d'Art moderne, ont fait l'objet de nombreuses expositions, et ont été publiées en 1988 par les Éditions Pont Royal, à Lausanne, dans un livre intitulé Rodin, « La Porte de l'enfer ».
L'œuvre fait l'objet de films et documentaires : La Porte de l'Enfer d'Auguste Rodin de Philippe Sollers et Laurène L'Allinec (1991), Divino Inferno (Et Rodin créa la Porte de l'Enfer) réalisé par Bruno Aveillan, écrit par l'écrivaine Zoé Balthus  et Bruno Aveillan (2017).

## Éléments de l'œuvre
- Les Trois Ombres, trois statues au sommet de la porte
- Le Penseur, au-dessus de la porte
- Le Baiser
- La Danaïde
- Ugolin et ses fils
- Masque d'une femme en pleurs

### Galerie

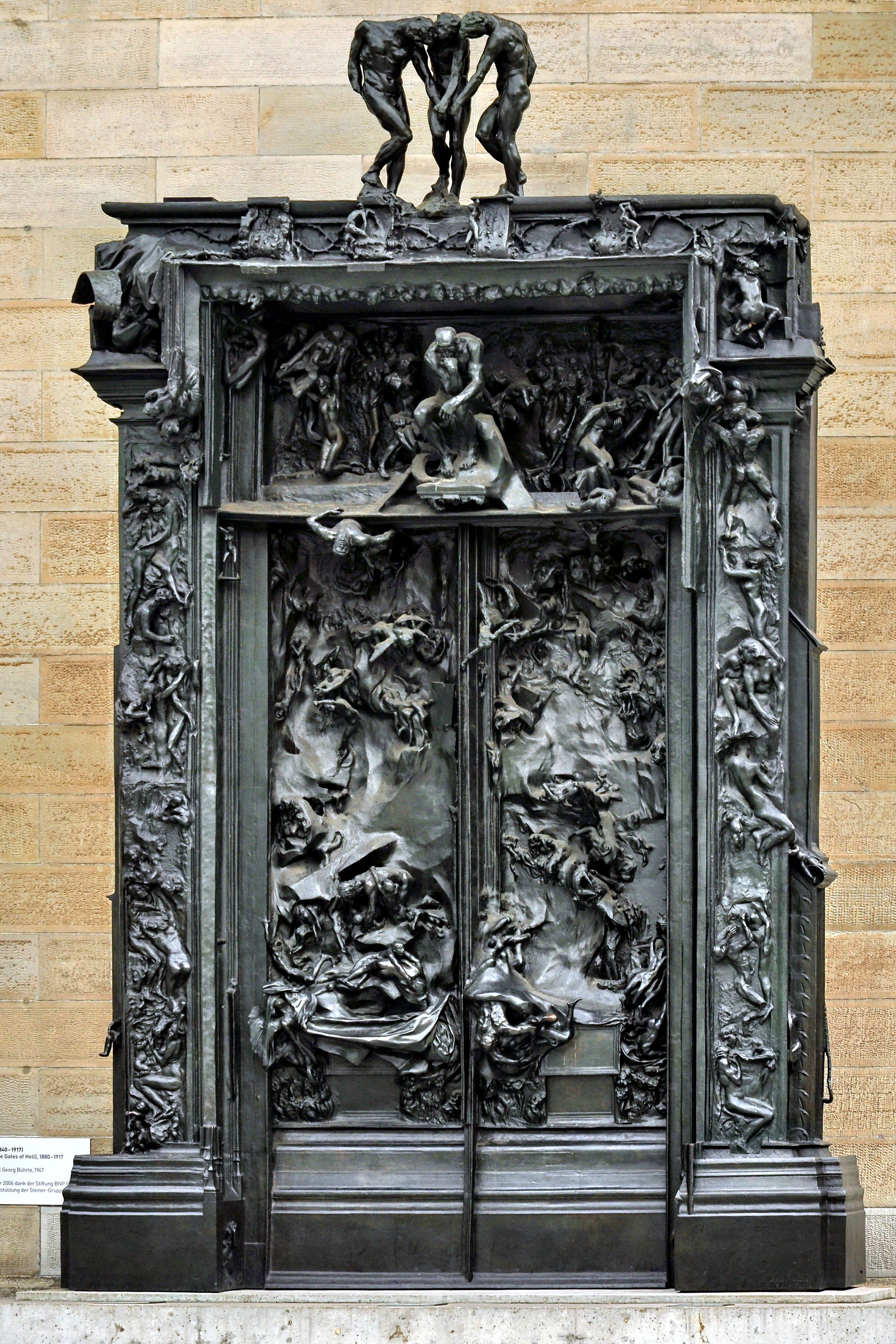
La Porte de l'Enfer, bronze, Kunsthaus de Zurich.
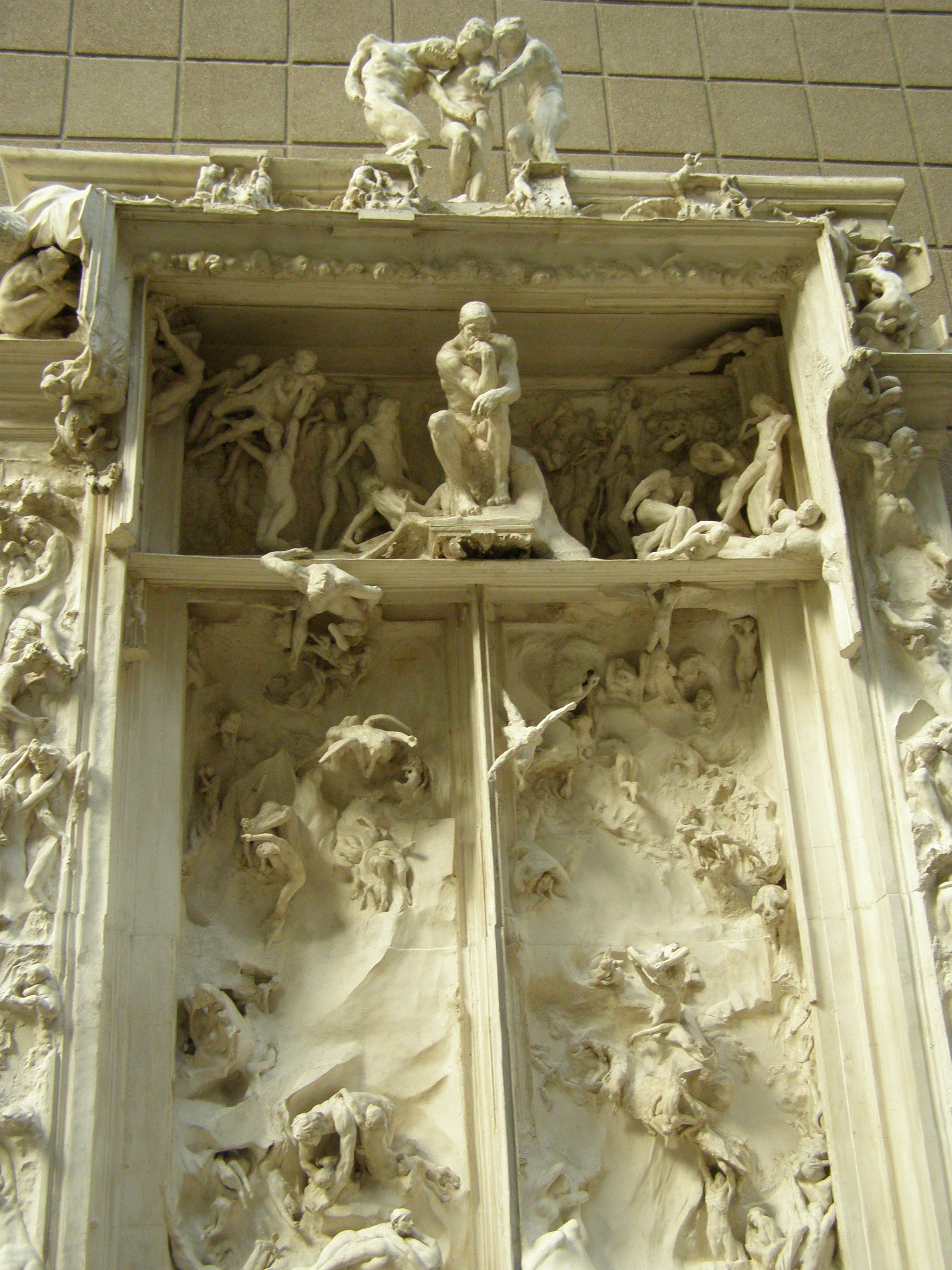
La Porte de l'Enfer, plâtre, Musée d'Orsay.
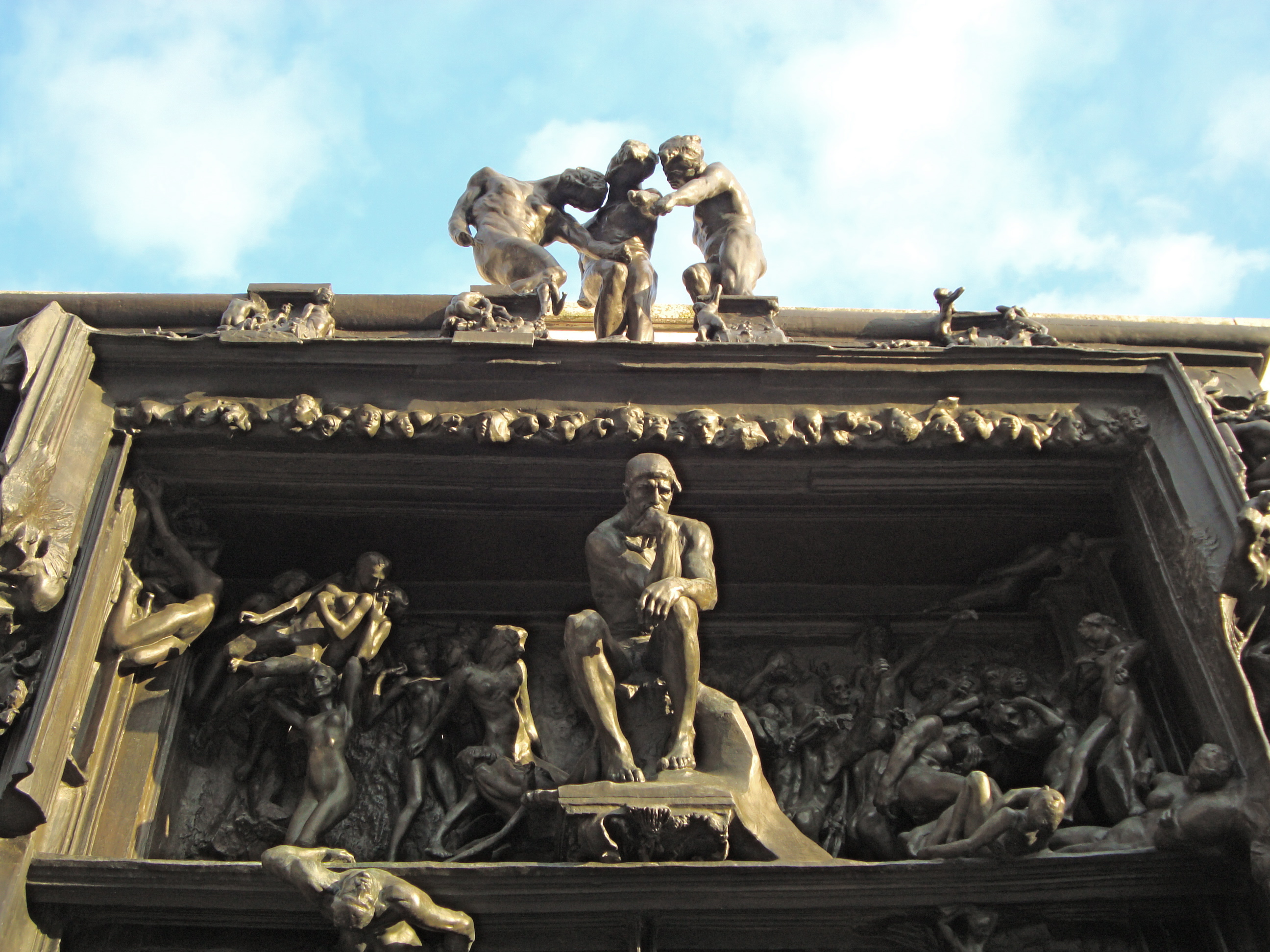
Détail des Ombres et du Penseur
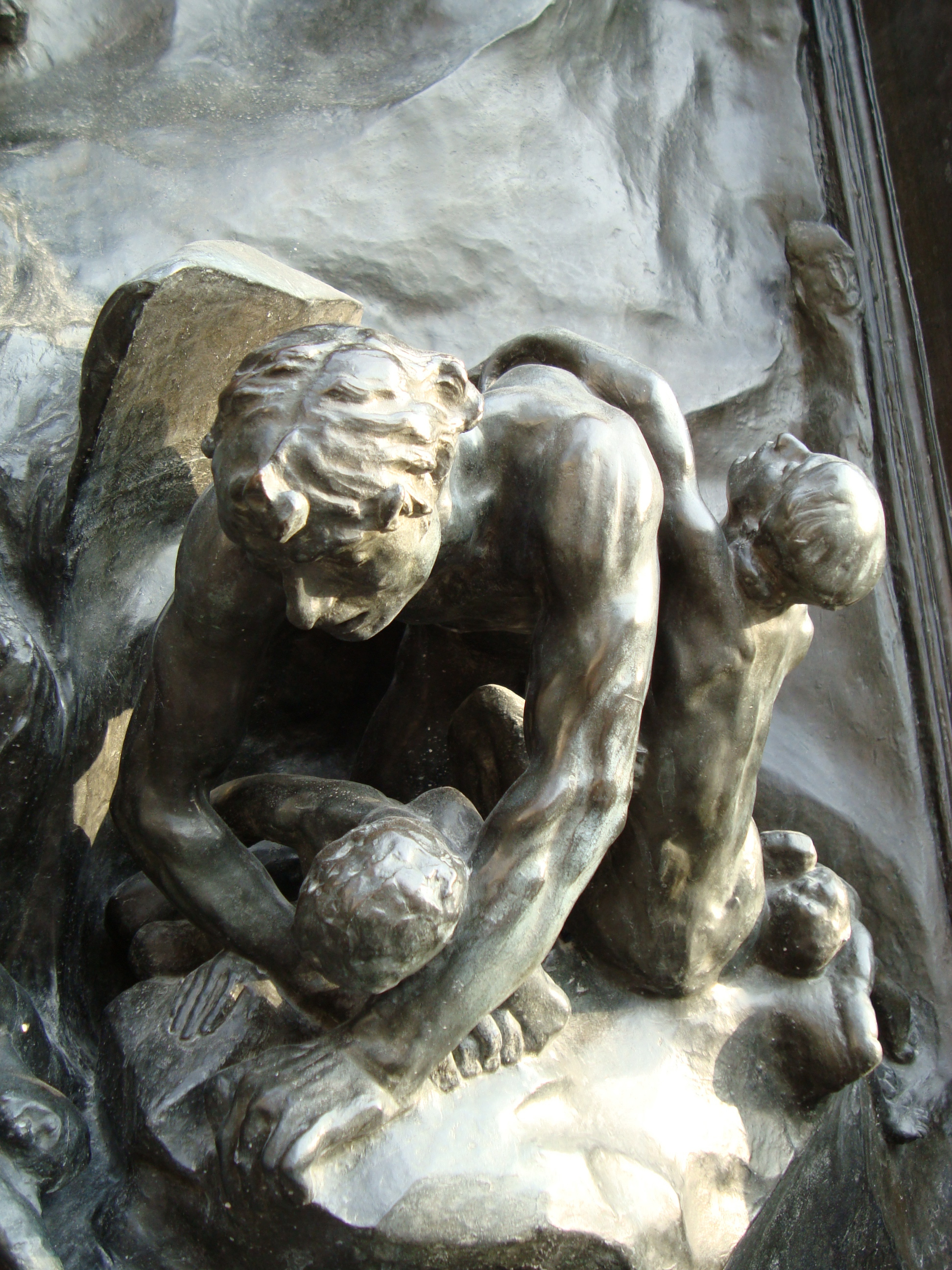
Détail d'Ugolin et ses fils
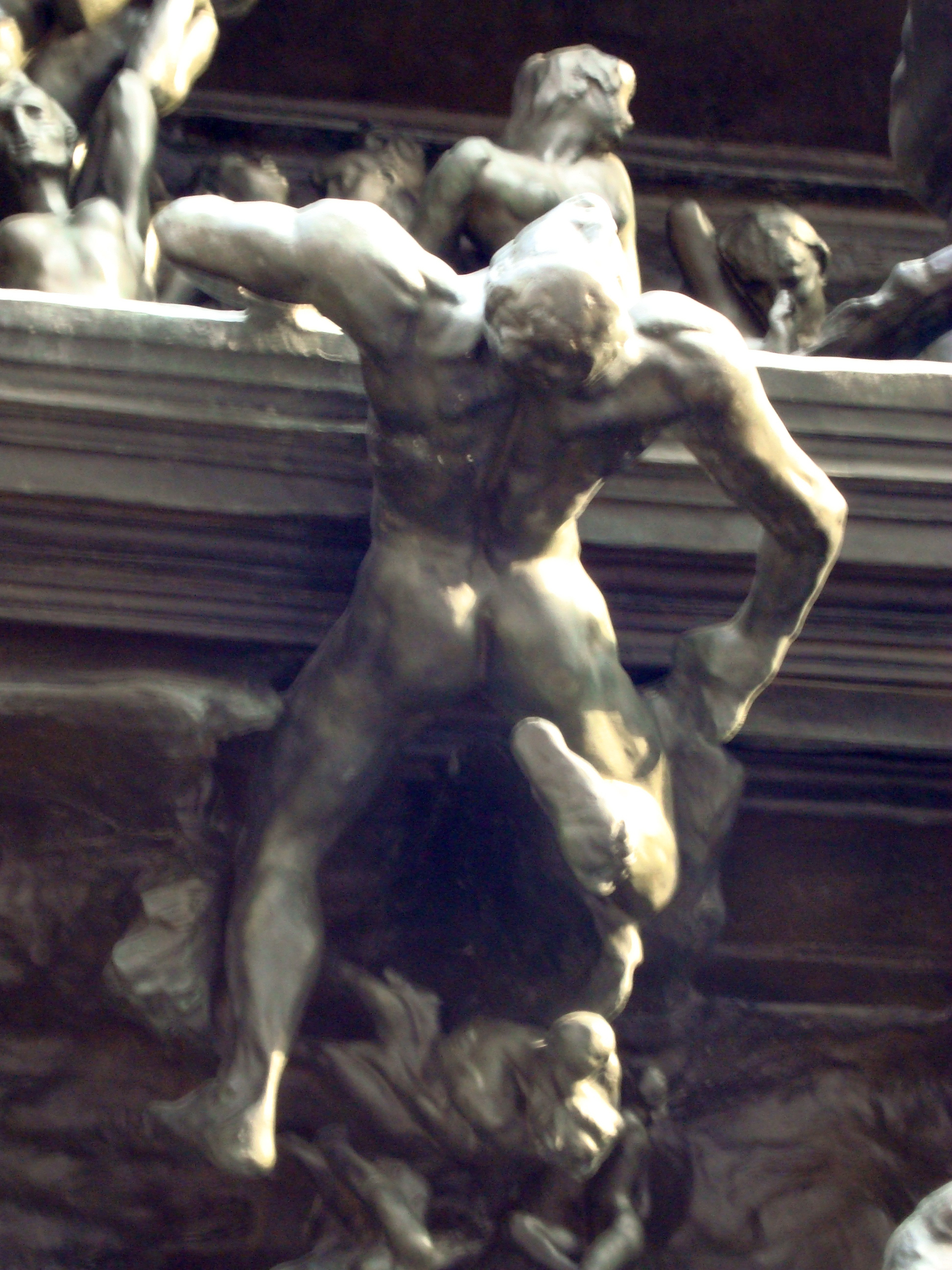
Détail de La Chute
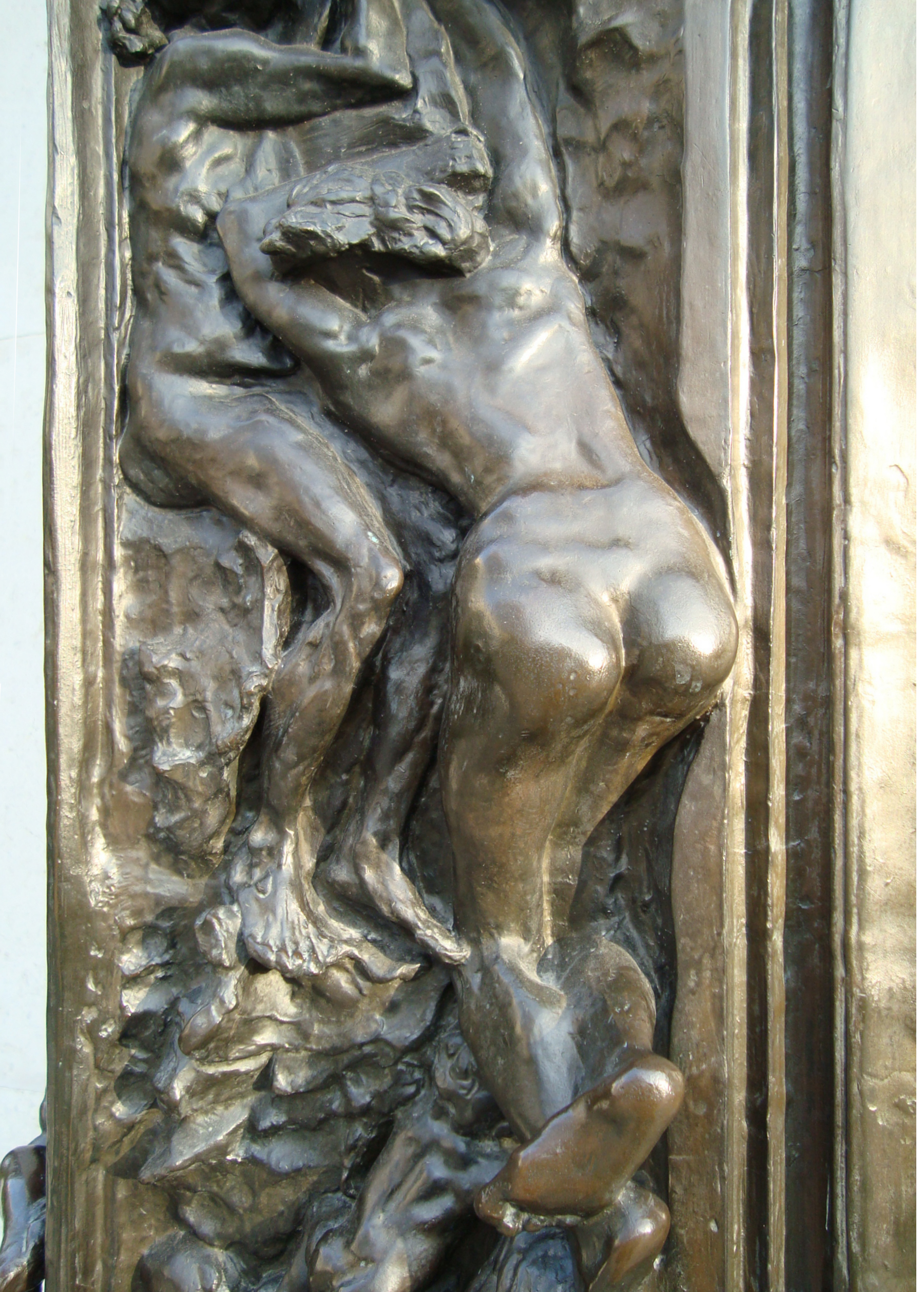
Détail du pilastre
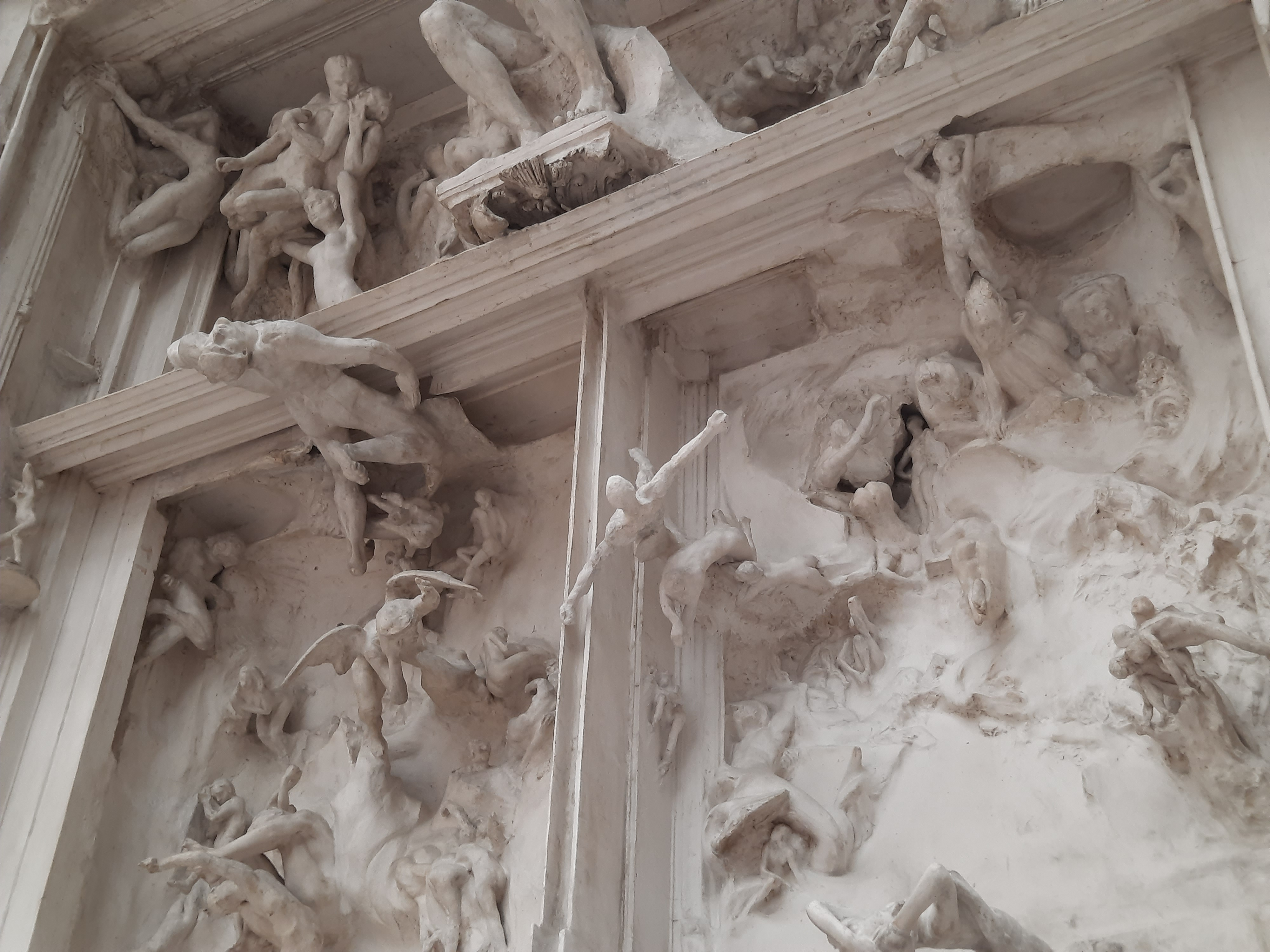
Zoom sur La Porte de l’Enfer